# X-Men: Evolution (minissérie)
X-Men: Evolution foi uma revista mensal de histórias em quadrinhos da Marvel Comics, baseada na série animada homônima.

## Publicação
A revista teve 9 edições, a primeira edição foi publicada entre Fevereiro de 2006 e Setembro de 2006.

## Edições
| Título             | ISBN                                               | Autor (es)        | Data de Lançamento |
| ------------------ | -------------------------------------------------- | ----------------- | ------------------ |
| X-Men Evolution #1 | Devin Grayson, UDON, Charles Park, Studio XD, Saka | Fevereiro de 2002 |                    |
| X-Men Evolution #2 | Devin Grayson, UDON, Charles Park, Studio XD, Saka | Março de 2002     |                    |
| X-Men Evolution #3 | Devin Grayson, UDON, Charles Park, Studio XD, Saka | Abril de 2002     |                    |
| X-Men Evolution #4 | Devin Grayson, UDON, Charles Park, Studio XD, Saka | Maio de 2002      |                    |
| X-Men Evolution #5 | Devin Grayson, UDON, Charles Park, Studio XD, Saka | Maio de 2002      |                    |
| X-Men Evolution #6 | Devin Grayson, UDON, Charles Park, Studio XD, Saka | Junho de 2002     |                    |
| X-Men Evolution #7 | Devin Grayson, UDON, Charles Park, Studio XD, Saka | Julho de 2002     |                    |
| X-Men Evolution #8 | Devin Grayson, UDON, Charles Park, Studio XD, Saka | Agosto de 2002    |                    |
| X-Men Evolution #9 | Devin Grayson, UDON, Charles Park, Studio XD, Saka | Setembro de 2002  |                    |

## No Brasil
Foi publicada no Brasil pela Editora Panini entre agosto de 2002 e janeiro de 2003.
Inicialmente programada para sem 3 edições, com lançamento entre agosto e outubro de 2002, a publicação ganhou mais um número em janeiro de 2003. Quando iniciou sua publicação, em agosto de 2002, foi um dos títulos a inaugurar a linha econômica da Panini, na primeira leva de lançamentos após a Panini começar a trabalhar com os títulos Marvel em janeiro de 2002, sendo a primeira minissérie da editora a participar da linha econômica.
A série foi inteiramente publicada no "formato econômico" da Panini (15 cm x 24,5 cm).

### Publicações
- X-Men: Evolution (#01-#04)

### Edições
| Edição nacional | História 1           | História 2           | Data de publicação |
| --------------- | -------------------- | -------------------- | ------------------ |
| #01             | X-Men: Evolution #01 | X-Men: Evolution #03 | Agosto de 02       |
| #02             | X-Men: Evolution #03 | X-Men: Evolution #04 | Setembro 02        |
| #03             | X-Men: Evolution #05 | X-Men: Evolution #06 | Outubro de 02      |
| #04             | X-Men: Evolution #07 | X-Men: Evolution #08 | Janeiro de 03      |